# جاومرغ سفلي (مقاطعة غيلانغرب)
جاومرغ سفلي (بالفارسية: ژاومرگ سفلی) هي قرية تقع في كرمانشاه في إيران. يقدر عدد سكانها بـ 165 نسمة بحسب إحصاء 2016.